# Marvell (Arkansas)
Marvell è una città degli Stati Uniti d'America situata nello Stato dell'Arkansas, nella Contea di Phillips.